# Anomis microdonta
Anomis microdonta là một loài bướm đêm trong họ Erebidae.